# 华学明
华学明（1962年11月17日—），女，浙江慈溪人，中国围棋职业七段棋手。

## 生平
华学明1982年定为四段，1993年升为七段。1994年第7届富士通杯中战胜大竹英雄等强手进入八强。1993年、1995年全国围棋个人赛女子组冠军。1998年第4届宝海杯世界女子围棋锦标赛四强，2000年第1届兴仓杯四强。2002年首届正官庄杯女子围棋世锦赛四强，第二屆全國體育大會女子围棋冠军，第二届蜻蜓文具杯冠军。
2005年起担任中国国家围棋队领队。2018年11月，当选为中国围棋协会副主席。

## 家庭
其兄是围棋职业棋手华伟荣七段。